# Zamarada tricuspida
Zamarada tricuspida är en fjärilsart som beskrevs av Fletcher 1974. Zamarada tricuspida ingår i släktet Zamarada och familjen mätare. Inga underarter finns listade i Catalogue of Life.